# Víctor Ortega
Víctor Hugo Ortega Serna (Medellín, 3 gennaio 1983) è un tuffatore colombiano.

## Carriera
Ai Giochi panamericani di Rio de Janeiro del 2007 ha ottenuto il nono posto dalla Piattaforma 10 metri e, il terzo nella prova sincronizzata con il compagno di squadra Juan Guillermo Urán.
Alle Olimpiadi di Pechino 2008, sempre in coppia con Juan Guillermo Urán, è arrivato sesto nel sincronizzato dalla piattaforma 10 metri.
Ai Giochi panamericani del 2015 di Toronto, ha vinto la medaglia d'argento nella piattaforma 10 metri, e il bronzo nella piattaforma 10 metri sincro, in coppia con Juan Guillermo Rios.
Ha gareggiato ai campionati mondiali di Kazan' 2015 nel concorso dei tuffi dalla piattaforma 10 metri maschile classificandosi trentesimo alle spalle dell'armeno Lev Sargsyan.
Essendosi piazzato tra i primi diciotto atleti classificati nella piattaforma 10 metri nella Coppa del Mondo di tuffi del 2016 ha potuto accedere ai Giochi olimpici di Rio de Janeiro.

## Palmarès
- Giochi panamericani

Rio de Janeiro 2007: bronzo nel sincro 10m.
Toronto 2015: argento nella piattaforma 10m e bronzo nel sincro 10m.